# Stephen Adly Guirgis
Stephen Adly Guirgis (New York, 1965) è un drammaturgo, sceneggiatore e attore statunitense, vincitore del Premio Pulitzer nel 2015.

## Biografia
Nato a New York da padre egiziano e madre irlando-statunitense, Stephen Adly Guirgis è cresciuto nell'Upper West Side e ha studiato all'Università di Albany e recitazione all'HB Studio.
Molto attivo nel panorama teatrale dell'Off Broadway, Guirgis è l'autore di apprezzati drammi come Jesus Hopped the 'A' Train (2000), The Last Days of Judas Iscariot (2005) e The Motherfucker with the Hat (2011), per cui ricevette una candidatura al Premio Pulitzer per la drammaturgia. Nel 2015 vinse il Pulitzer per la sua pièce Between Riverside and Crazy, debuttata a New York nel 2014.

## Filmografia parziale

### Attore

#### Cinema
- Vi presento Joe Black (Meet Joe Black), regia di Martin Brest (1998)
- Palindromes, regia di Todd Solondz (2014)
- Synecdoche, New York, regia di Charlie Kaufman (2008)
- Margaret, regia di Kenneth Lonergan (2011)
- Birdman - o (L'imprevedibile virtù dell'ignoranza) (Birdman or (The Unexpected Virtue of Ignorance)), regia di Alejandro González Iñárritu (2014)
- Vice - L'uomo nell'ombra (Vice), regia di Adam McKay (2018)
- Motherless Brooklyn - I segreti di una città (Motherless Brooklyn), regia di Edward Norton (2019)
- Funny Pages, regia di Owen Kline (2022)

#### Televisione
- Law & Order - I due volti della giustizia - serie TV, 1 episodio (1997)
- Russian Doll - serie TV, 2 episodi (2019, 2022)
- Winning Time - L'ascesa della dinastia dei Lakers (Winning Time: The Rise of the Lakers Dynasty) – serie TV, 17 episodi (2022-2023)
- New Amsterdam - serie TV, episodio 4x14 (2022)

### Sceneggiatore
- NYPD - New York Police Department - serie TV, 1 episodio (2002)
- The Get Down - serie TV, 11 episodi (2016-2017)

## Doppiatori italiani
Nelle versioni in italiano delle opere in cui ha recitato, Stephen Adly Guirgis è stato doppiato da:
- Roberto Stocchi in Motherless Brooklyn - I segreti di una città, Winning Time - L'ascesa della dinastia dei Lakers
- Stefano De Sando in Margaret
- Fabrizio Picconi in Birdman
- Luigi Ferraro in Vice - L'uomo nell'ombra
- Paolo Marchese in New Amsterdam

## Opere teatrali
- Race, Religion and Politics (1997)
- Boom Boom Boom Boom (1998)
- Jesus Hopped the 'A' Train (2000)
- Den of Thieves (2002)
- Our Lady of 121st Street (2002)
- In Arabia We'd All Be Kings (2003)
- Gli ultimi giorni di Giuda Iscariota (The Last Days of Judas Iscariot, 2005)
- The Little Flower of East Orange (2006)
- Sissy Letters, The: Numbers 14, 29, And 47 (2006)
- Dominica the Fat Ugly Ho (2006)
- Yelba, Princess Of 10th Avenue (2007)
- The Motherfucker with the Hat (2011)
- Between Riverside and Crazy (2014)
- Halfway Bitches Go Straight to Heaven (2019)[3]